# Odznaka okolicznościowa Medal Trzydziestolecia Powołania Straży Granicznej
Odznaka okolicznościowa Medal Trzydziestolecia Powołania Straży Granicznej – polskie odznaczenie resortowe, ustanowione zarządzeniem Ministra Spraw Wewnętrznych i Administracji z dnia 14 maja 2021. Upamiętnia ona trzydziestą rocznicę powołania w 1991 r. Straży Granicznej do służby w ochronie granic Rzeczypospolitej Polskiej.

## Zasady nadawania
Odznakę nadaje, w drodze decyzji, minister właściwy ds. wewnętrznych z własnej inicjatywy albo na wniosek Komendanta Głównego Straży Granicznej.
Odznaka ma charakter okolicznościowy i może być nadana:
1. funkcjonariuszowi albo pracownikowi Straży Granicznej wyróżniającemu się w popularyzowaniu tradycji i dokonań SG;
2. innej osobie, która współpracowała ze Strażą Graniczną w zakresie popularyzowania jej tradycji, historii i dokonań.

Odznaka może być nadana tej samej osobie tylko raz.
Odznakę wręcza minister właściwy ds. wewnętrznych albo, w jego imieniu, Komendant Główny SG, komendant jednostki organizacyjnej SG lub inna upoważniona przez ministra osoba.
Okres nadawania odznaki ograniczono do roku jubileuszowego trwającego od dnia 16 maja 2021 do dnia 15 maja 2022.

## Insygnia
Odznakę stanowi okrągły medal z metalu koloru srebrnego, o średnicy 35 mm, z zaznaczoną złocistą krawędzią od strony licowej, z uszkiem i kółkiem do zawieszenia na wstążce. Na stronie licowej, na tle wypukłego wieńca w kolorze złotym, z lewej z liści wawrzynu, a z prawej dębowych, widnieją wypukłe, stylizowane kontury granic Polski, w które wpisany jest również wypukły słup graniczny, emaliowany w kolorze białym i czerwonym. Całość otacza wypukły, majuskułowy napis otokowy na fakturowanym tle, u góry XXX LAT STRAŻY GRANICZNEJ, u dołu daty 1991 – 2021. Strona odwrotna gładka z wypukłym monogramem z liter S i G otoczonym wklęsłym napisem majuskułowym – dewizą Straży Granicznej: OFIARNOŚĆ – WIERNOŚĆ – MĘSTWO.
Odznaka zawieszona jest na wstążce o szerokości 35 mm z zielonego rypsu, z 5 mm srebrzystymi paskami po brzegach.
Baretka wykonana jest z wstążki odznaki, z wyhaftowaną na środku srebrzystym bajorkiem, liczbą XXX.
Odznakę nosi się na lewej stronie piersi, po orderach i odznaczeniach.